# Calvin Ridley
Calvin Ridley (Coconut Creek, 20 dicembre 1994) è un giocatore di football americano statunitense che milita nel ruolo di wide receiver per i Tennessee Titans della National Football League (NFL).

## Carriera universitaria
Al college Ridley giocò a football con gli Alabama Crimson Tide dal 2015 al 2017. Con essi vinse due campionati NCAA e nell'ultima annata fu inserito nella formazione ideale della Southeastern Conference dopo avere fatto registrare 63 ricezioni per 967 yard e 5 touchdown.

## Carriera professionistica
Il 26 aprile 2018 Ridley fu scelto come 26º assoluto nel Draft NFL 2018 dagli Atlanta Falcons.

### Atlanta Falcons

#### Stagione 2018
Ripley debuttò come professionista subentrando nella gara del primo turno persa contro i Philadelphia Eagles senza fare registrare alcuna statistica. Nel terzo turno disputò la prima gara di alto livello ricevendo 146 yard e 3 touchdown dal quarterback Matt Ryan nella sconfitta ai tempi supplementari contro i New Orleans Saints. Alla fine di settembre fu premiato come rookie offensivo del mese dopo avere guidato la NFL con 6 touchdown su ricezione. La sua prima stagione si chiuse con 64 ricezioni per 815 yard e 10 touchdown, venendo inserito nella formazione ideale dei rookie dalla Pro Football Writers Association.

#### Stagione 2019
Nella settimana 1 della stagione 2019 contro i Minnesota Vikings, Ridley ricevette 4 passaggi per 64 yard e il primo touchdown stagionale nella sconfitta per 12–28. La settimana successiva contro i Philadelphia Eagles ricevette 8 passaggi per 105 yard e una marcatura nella vittoria per 24–20. Nella settimana 11 contro i Carolina Panthers disputò la miglior prova stagionale con 8 ricezioni per 143 yard e un TD nella vittoria per 29–3. Nella settimana 14 di nuovo contro i Panthers subì un infortunio agli addominali, perdendo il resto della stagione. Nel 15º turno, nel giorno del suo compleanno, ricevette 10 passaggi per 163 yard e un touchdown contro i Tampa Bay Buccaneers.

#### Stagione 2020
Ridley aprì la stagione 2020 con 130 yard ricevute e 2 touchdown ma i Falcons furono sconfitti dai Seattle Seahawks. La sua annata si chiuse al quinto posto della lega con 1.374 yard ricevute, venendo inserito nel Second-team All-Pro.

#### Stagione 2021
Il 3 maggio 2021 i Falcons esercitarono l'opzione del contratto da rookie di Ridley per mantenerlo per un quinto anno. Il 31 ottobre 2021 Ridley, dopo aver saltato alcune partite senza una chiara motivazione, dichiarò di volersi prendere una pausa dal football per alcune problematiche personali e per il suo benessere mentale. Il 5 novembre i Falcons lo inserirono nella lista infortunati, terminando così la sua stagione.

#### Stagione 2022
A febbraio 2022 il proprietario dei Falcons Arthur Blank dichiarò di non sapere se Ridley sarebbe tornato a giocare per la sua squadra o in generale nella lega. Il 7 marzo 2022 la NFL sospese Ridley a tempo indefinito, e al minimo per tutta la stagione 2022, per avere scommesso su gare della lega nel novembre 2021. In particolare Ridley aveva scommesso su diverse gare della NFL, di cui cinque dei Falcons, e su altri sport.

### Jacksonville Jaguars
Il 1º novembre 2022 Ridley fu scambiato con i Jacksonville Jaguars per due scelte ai draft futuri che saranno determinate dall'effettivo reintegro di Ridley nella NFL e dalle sue prestazioni. Il 6 marzo 2023 la sospensione del giocatore ebbe termine. Tornò in campo dopo 686 giorni nel primo turno guidando la squadra con 101 yard ricevute e un touchdown nella vittoria sugli Indianapolis Colts. Nel quinto turno ricevette 7 passaggi per 122 yard nella vittoria sui quotati Buffalo Bills nella gara giocata a Londra. Nella settimana 11 segnò due touchdown nella vittoria sui Tennessee Titans.

### Tennessee Titans
Il 15 marzo 2024 Ridley firmò un contratto quadriennale con i Tennessee Titans. Nell'ottavo turno ricevette 10 passaggi per 143 yard dal quarterback Mason Rudolph, non sufficienti tuttavia a battere i favoriti Detroit Lions. La settimana successiva ricevette 73 yard nella vittoria sui New England Patriots.

## Palmarès
- Second-team All-Pro: 1

2020
- Rookie offensivo del mese: 1

settembre 2018
- PFWA All-Rookie Team - 2018

## Famiglia
Il fratello, Riley Ridley, gioca anch'egli come wide receiver nella NFL per i Chicago Bears.